# Sonya Kay
Софія Сергіївна Хлябич  (нар. 24 листопада 1990, Чернівці, Україна) — українська співачка, відоміша як Sonya Kay.

## Життя і творчість
Народилась у музичній родині — батько Сергій був художним керівником ансамблю «Черемош», в якому співала її мати Лідія Ротару, а також сестри матері Ауріка та Софія Ротару. У віці 14 років переїхала до Великої Британії, де здобула ступінь магістра дизайнера інтер'єрів Кінгстонського університету.
Сольна кар’єра розпочалася з пісні «Дождь», потім «Белый снег». Восени 2012 року у столичному комплексі D’Lux співачка представила концертну програму і нову відеороботу на сингл «Сумасшедшая любовь» у двох мовних версіях. У 2013 році вийшов сингл та кліп «По-английски». 
Навесні 2015 року з’являється кліп та ремейк на сингл та ремікс «Обними меня», а у серпні – кліп «Вільна».
У вересні 2016 року на один із двох мовних синглів був презентований кліп «Знаю, я твоя». Цією піснею співачка розпочала новий етап кар'єри, змінивши музичний жанр на тропікал-хауз. Згодом співачка представила кліпи на пісні «Out of My Mind», «Зоряний Саундтрек», «Рай» та «Ти мій всесвіт». Всі роботи були записані за участі електронного дуету Ost & Meyer, які зайнялись аранжуванням та виробництвом треків.
У серпні 2017 року пісня «Зоряний саундтрек» стала супроводом для фешн-відео осінньо-зимової колекції українського бренду «Vovk». Восени вона знялася у двох серіях четвертого сезону українського серіаліті «Київ вдень та вночі», де зіграла саму себе. А її пісні «Зоряний саундтрек», «Ти мій Всесвіт», «Понад плаєм», «Рай» стали саундтреками до серіалу.
14 лютого 2018 року вийшов перший EP співачки під назвою Слухай моє серце, до якого увійшли чотири пісні: «Слухай моє серце (Chill Mix)», «Слухай моє серце (Summer Mix)», «Паралельний світ (Original Mix)» та «Дежавю (Original Mix)». 19 квітня було представлено перший відеокліп з міні-альбому на пісню «Слухай моє серце (Summer Mix)». У травні 2018 року була номінована на отримання премії Золота жар-птиця за «Прорив року». 17 жовтня випустила сингл «Ягуар», який був натхненний атмосферою закритої презентації «Jaguar The Pace» та спілкуванням з британською співачкою Дуа Ліпа.
27 лютого 2019 року Соня випустила сингл «На крилах життя», а 31 травня — сингл «Лайви» та відеокліп до нього. 15 травня Sonya Kay спільно з  Ost&Meyer випускає трек «Like You Mean It»
11 листопада 2019 року співачка випустила сингл «Ходимо», який для неї написав Артем Пивоваров. Того ж дня вийшов і відеокліп до нього.  7 лютого 2020 року вийшла пісня «Поринай», яку вона присвятила своєму нареченому.
У 2019 році, за даними TopHit, Sonya Kay мала 287 961 ефір на українських радіостанціях.
7 червня 2020 року Соня вийшла заміж за 27-річного хокеїста Олега Петрова, та пізніше повідомила що бере творчу паузу. 28 жовтня 2020 року вийшов трек «Вайб», який став частиною Wow-колаборації «Music Hyper Set».
23 вересня 2021 року Соня заявила що вона повертається на сцену з новим EP альбомом, який незабаром презентує, та розповіла що вона пережила за час творчої паузи. 8 жовтня 2021 року Соня випускає свій другий міні-альбом під назвою Драйв, до якого увійшли чотири пісні: «Драйв», «Крихітка», «Забери» та «Відчуваю». Пізніше «Драйв» потрапляє в світовий чарт Apple Music в категорії «Топ альбомів».
24 січня 2022 року співачка у своєму акаунті в Instagram заявила, що завершує свою музичну кар'єру.

## Ім'я і псевдонім
Софія Хлябич названа на честь своєї легендарної тітки Софії Ротару. Вибір свого псевдоніму вона пояснює так: її ім'я Софія Хлябич записується англійською мовою як Sophia Khlabych. Соня - ласкава форма її імені Софія. Відповідно англійською мовою буде записуватися як Sonya Khlabych. Відповідно скорочення її імені і прізвище українською мовою записується як Соня К., а англійською як Sonya K. А оскільки англійською літера К повністю називається Kay (а українською Ка), то виходить Соня Ка або просто Sonya Kay.

## Дискографія

### EP
- Слухай моє серце (2018)
- Драйв (2021)

### Сингли
- «По-английски» (2013)
- «Обними меня» (2015)
- «Вільна» (2015)
- «Знаю я твоя» (2016)
- «Out of My Mind» (2016)
- «Зоряний саундтрек» (2016)
- «Мелодія» (2017)
- «Рай» (2017)
- «Понад плаєм» (2017)
- «Ти мій всесвіт» (2017)
- «Ягуар» (2018)
- «На крилах життя» (2019)
- «Лайви» (2019)
- «Ходимо» (2019)
- «Like You Mean It» (2020)
- «Поринай» (2020)
- «Вайб» (2020)

## Нагороди
| Рік  | Номіновано | Категорія   | Нагорода             | Результат |
| ---- | ---------- | ----------- | -------------------- | --------- |
| 2018 | Sonya Kay  | Прорив року | Золота жар-птиця     | Номінація |
| 2019 | Sonya Kay  | Зліт року   | Top Hit Music Awards | Перемога  |